# 치중
치중은 상대방 돌의 급소에 두어 안형(눈모양)을 없애는 사활의 기본 기법이다. 상대방 돌을 잡거나 활동을 억제하는 목적으로 사용한다.